# هاكاتا-كو
هاكاتا-كو (باليابانية: 博多区) هو حي في اليابان، يقع في فوكوكا، فوكوكا، بلغ عدد سكانه 236,859 نسمة وذلك حسب إحصائيات سنة 2017، تبلغ مساحته 31.63 كيلومتر مربع.